# 蔚山空港
蔚山空港（ウルサンくうこう、朝: 울산공항、英: Ulsan Airport）は、大韓民国の蔚山広域市北区にある空港。
慶州市の最寄りの空港の一つで、時刻表には「蔚山／慶州」と表記される。

## 沿革
- 1970年11月：蔚山飛行場として開港。大韓航空のソウル - 蔚山間が大邱経由で就航。
- 1973年：上記の航空事業が中断。
- 1973年：蔚山飛行場が閉鎖。
- 1984年7月：ソウルとの定期航路が再開。
- 1992年3月：アシアナ航空がソウル便で参入。
- 1993年3月：アシアナ航空が済州島便に参入。
- 1995年9月：滑走路拡張のため運行中断。
- 1997年12月：旅客ターミナル新築移転。
- 2003年～2007年：再拡張

## 就航路線
| 航空会社   | 就航地            |
| ---------- | ----------------- |
| 大韓航空   | ソウル/金浦、済州 |
| ジンエアー | ソウル/金浦       |

- かつてはイーストアジアエアラインが済州と襄陽に、ハイエアがソウル/金浦、済州に就航していた。